# Dream Team (juridik)
För andra betydelser, se Dream Team.
Dream Team, engelska: drömlag, var ett namn som myntades av amerikansk media för att namnge advokatkonstellationen som företrädde den amerikanska skådespelaren och före detta idrottaren O.J. Simpson, i en av modern tids mest uppmärksammade rättegångar rörande morden på Simpsons före detta fru Nicole Brown Simpson och hennes vän Ron Goldman, som knivmördades den 12 juni 1994 i Brentwood i Kalifornien. Samtliga åtta som ingick i den ansågs vara stjärnadvokater och nationellt kända. Advokatkonstellationen leddes av Robert Shapiro, Shapiro avsade sig dock sin ledarroll i januari 1995 och gav det till Johnnie Cochran eftersom Shapiro tyckte att Cochran spelade för mycket på raskortet och inte på själva anklagelsen i sig. Shapiro var också i osämja med F. Lee Bailey för att Shapiro tyckte att Bailey var för impulsiv och hade kort stubin, trots att det var Shapiro själv som tog in Bailey som en hjälpande hand. De andra var Carl E. Douglas, Robert Kardashian, Peter Neufeld, Barry Scheck och Gerald Uelmen. De hade också hjälp av Alan Dershowitz som agerade rådgivare åt dem.
Den 3 oktober 1995 meddelade domaren Lance Ito att juryn gick på försvarets sida och fann att O.J. Simpson var ej skyldig till morden på Nicole Brown Simpson och Ron Goldman.
Advokatkonstellationen och dess stab kostade uppskattningsvis minst $50 000 per dag för O.J. Simpson, som finansierade detta med att främst sälja merchandise på tillstånd av domstolen. Han drog in $3 miljoner på bara att sälja produkter med sin autograf på. Han hade också signerat ett pay-per-view-avtal värt $20 miljoner men sades upp efter rättegången på grund av att det ej namngivna TV-bolaget fick kalla fötter. Robert Kardashian valde att inte ta betalt för sina tjänster eftersom han var nära vän med Simpson och dennes familj, vänskapen tog dock slut åren efter rättegången på grund av dispyter.

## Teamet

### Dream Team
- F. Lee Bailey
- Johnnie Cochran, ledande advokat (januari–oktober 1995).
- Carl E. Douglas
- Robert Kardashian
- Peter Neufeld, sakkunnig på DNA och kriminalteknik.[21]
- Barry Scheck, sakkunnig på DNA och kriminalteknik.[21]
- Robert Shapiro, ledande advokat (juni 1994–januari 1995).
- Gerald Uelmen

### Staben
Ett urval av personer som ingick i deras stab:

#### Betydande
- Robert Blasier, advokat och sakkunnig på fysiska DNA-bevis.[22]
- Alan Dershowitz, rådgivare.

#### Övriga
- Dr. Michael Baden, patolog och hade som uppgift att utvärdera de rättsmedicinska bevisen.[23]
- Sara L. Caplan, jurist och rådgivare till Robert Shapiro.[24]
- Shawn Chapman Holley, advokat och rådgivare till Johnnie Cochran.[25]
- Jo-Ellan Dimitrius, konsulent till val av jurymedlemmar.[22]
- Dr. Saul J. Faerstein, sakkunnig på vittnesmål.[24]
- Dr. Henry Lee, sakkunnig på kriminalteknik och brottsplatsutredning.[23]
- John E. McNally, privatdetektiv.[26]
- Bill Pavelic, tidigare utredare hos Los Angeles Police Department och den som agerade huvudutredare av bevis.[26]
- Leroy Taft, personlig advokat till O.J. Simpson[24] och den som skötte hans ekonomi när Simpson satt häktad[27].